# Restitutietoestel

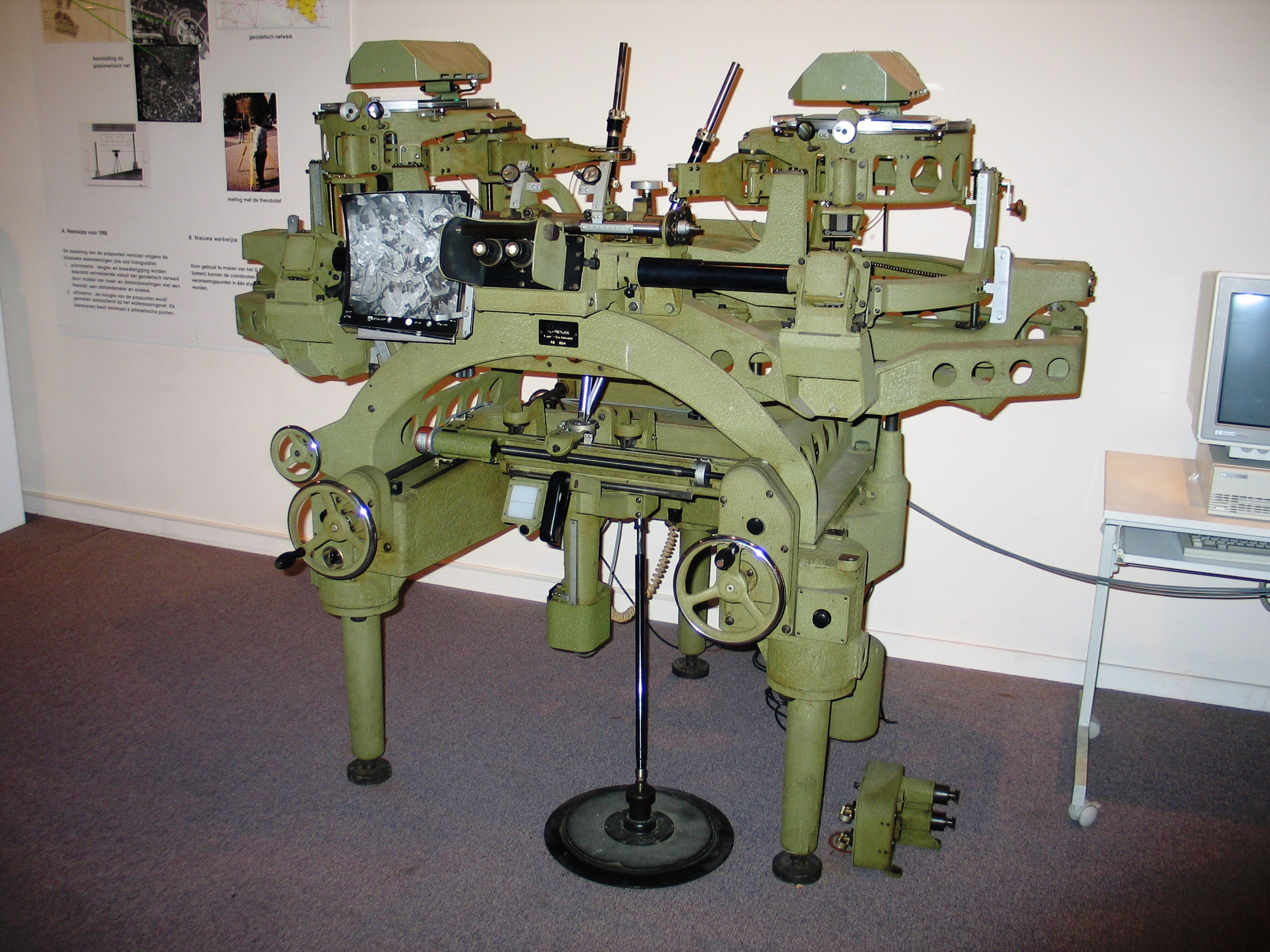
restitutietoestel (Een 'Wild A8') in het Mercatormuseum waarmee men een stereoscopisch beeld van het terrein verkrijgt

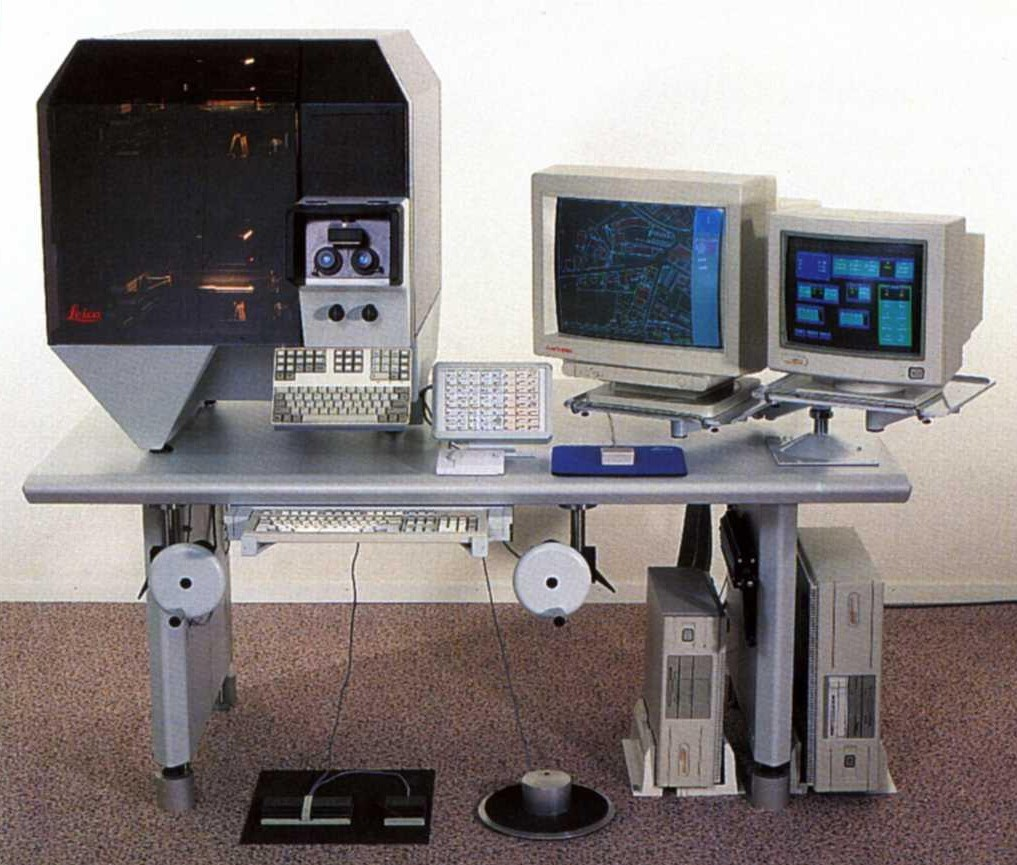
Voorbeeld van apparatuur waarmee stereografisch de luchtfoto's worden uitgewerkt tot kaarten; de 'Leica SD2000'.

Een restitutieapparaat, ook wel analytisch uitwerkinstrument genoemd, is een op het principe van de stereogrammetrie gebaseerd apparaat, waarbij opeenvolgende luchtfoto's, door een vliegtuig gemaakt, tot een kaart kunnen worden uitgewerkt. Vroeger was dat met analoge foto's, waarbij ook het product een analoge kaart was. Zie de foto van de Wild A8. Later zijn er ook apparaten gebouwd die analoge foto's omzetten tot een digitaal (CAD) bestand. Zie de foto van de Leica SD2000. Tegenwoordig, zie onderste foto, verwerken de apparaten digitale foto's tot een digitaal gis-bestand, zodat het resultaat (topografische objecten / kaarten) direct te ontsluiten zijn door GIS-systemen.
De werking wordt in detail besproken bij Fotogrammetrie en Luchtfoto.